# Jensenova nerovnost
Jensenova nerovnost, jež byla pojmenována po dánském matematikovi Johanu Jensenovi, dává do souvislosti obraz konvexní kombinace a konvexní kombinaci obrazů pro konvexní funkci. Lze ji využít při důkazu jiných nerovností (např. A-G nerovnosti nebo Youngovy nerovnosti).

## Vyjádření
Nechť {\displaystyle \varphi } je reálná funkce, konvexní na uzavřeném intervalu {\displaystyle \left[a,b\right]}, {\displaystyle n\in \mathbb {N} }, {\displaystyle \left(\forall i\in {\hat {n}}\right)\left(x_{i}\in \left[a,b\right]\right)}.

Potom platí:
{\displaystyle \varphi \left(\sum _{i=1}^{n}\lambda _{i}x_{i}\right)\leq \sum _{i=1}^{n}\lambda _{i}\varphi \left(x_{i}\right)},

kde {\displaystyle \left(\forall i\in {\hat {n}}\right)\left(\lambda _{i}\in \left[0,1\right]\right)} a {\displaystyle \sum _{i=1}^{n}\lambda _{i}=1}.

V případě konkávní funkce je nerovnost obrácená.

## Důkaz
Konvexnost funkce {\displaystyle \varphi } na {\displaystyle \left[a,b\right]} je ekvivalentní s výrokem:

{\displaystyle \left(\forall x,y\in \left[a,b\right],x<y\right)\left(\forall \lambda \in \left[0,1\right]\right)\left(\varphi \left(\lambda y+(1-\lambda )x\right)\leq \lambda \varphi (y)+(1-\lambda )\varphi (x)\right)}.

Vlastní důkaz proběhne matematickou indukcí podle {\displaystyle n}.
- {\displaystyle n=1}: případ je triviální,
- {\displaystyle n=2}: tvrzení vyplývá přímo z výše uvedené definice konvexnosti,
- {\displaystyle n\to n+1}:

Indukční předpoklad: {\displaystyle \varphi \left(\sum _{i=1}^{n}\lambda _{i}x_{i}\right)\leq \sum _{i=1}^{n}\lambda _{i}\varphi \left(x_{i}\right)}. 

Dokážeme tuto nerovnost pro {\displaystyle n+1}, tedy:
{\displaystyle \varphi \left(\sum _{i=1}^{n+1}\lambda _{i}x_{i}\right)\leq \sum _{i=1}^{n+1}\lambda _{i}\varphi \left(x_{i}\right)}.

Sporem lze ukázat: {\displaystyle \left(\exists i_{0}\in {\widehat {n+1}}\right)\left(\lambda _{i_{0}}\neq 1\right)}. Kdyby totiž platil opak, tedy {\displaystyle \left(\forall i_{0}\in {\widehat {n+1}}\right)\left(\lambda _{i_{0}}=1\right)}, pak {\displaystyle \sum _{i=1}^{n+1}\lambda _{i}=n+1\geq 2}, což je spor s předpoklady.

Protože platí: {\displaystyle \sum _{i=1}^{n+1}\lambda _{i}=1}, platí také {\displaystyle \sum _{i=1,i\neq i_{0}}^{n+1}\lambda _{i}=\lambda }, kde {\displaystyle \lambda :=1-\lambda _{i_{0}}}, a tedy: {\displaystyle \sum _{i=1,i\neq i_{0}}^{n+1}{\frac {\lambda _{i}}{\lambda }}=1}.

Snadno lze také ukázat: {\displaystyle \left(\forall i\in {\widehat {n+1}},i\neq i_{0}\right)\left({\frac {\lambda _{i}}{\lambda }}\in \left[0,1\right]\right)}, protože {\displaystyle \left(\forall i\in {\widehat {n+1}},i\neq i_{0}\right)\left(\lambda _{i}\in \left[0,\lambda \right]\right)}.

Pak lze zřejmě psát:
{\displaystyle \varphi \left(\sum _{i=1}^{n+1}\lambda _{i}x_{i}\right)=\varphi \left(\sum _{i=1,i\neq i_{0}}^{n+1}\lambda _{i}x_{i}+\lambda _{i_{0}}x_{i_{0}}\right)=\varphi \left(\lambda \sum _{i=1,i\neq i_{0}}^{n+1}{\frac {\lambda _{i}}{\lambda }}x_{i}+(1-\lambda )x_{i_{0}}\right)}.

Označme: {\displaystyle y:=\sum _{i=1,i\neq i_{0}}^{n+1}{\frac {\lambda _{i}}{\lambda }}x_{i}} a dokažme, že {\displaystyle y\in \left[a,b\right]}. Protože {\displaystyle \left(\forall i\in {\widehat {n+1}}\right)\left(x_{i}\in \left[a,b\right]\right)}, můžeme {\displaystyle y} odhadnout shora, resp. zdola, když za {\displaystyle x_{i}}, pro všechna {\displaystyle i} dosadíme {\displaystyle b}, resp. {\displaystyle a} (zřejmě totiž platí: {\displaystyle b=\sum _{i=1,i\neq i_{0}}^{n+1}{\frac {\lambda _{i}}{\lambda }}b}, pro {\displaystyle a} analogicky).

Potom lze napsat:
{\displaystyle \varphi \left(\lambda \sum _{i=1,i\neq i_{0}}^{n+1}{\frac {\lambda _{i}}{\lambda }}x_{i}+(1-\lambda )x_{i_{0}}\right)=\varphi \left(\lambda y+(1-\lambda )x_{i_{0}}\right)}.

Z uvedené definice konvexnosti plyne:
{\displaystyle \varphi \left(\lambda y+(1-\lambda )x_{i_{0}}\right)\leq \lambda \varphi (y)+(1-\lambda )\varphi (x_{i_{0}})}.

Podle indukčního předpokladu lze psát:
{\displaystyle \lambda \varphi (y)+(1-\lambda )\varphi (x_{i_{0}})=\lambda \varphi (\sum _{i=1,i\neq i_{0}}^{n+1}{\frac {\lambda _{i}}{\lambda }}x_{i})+(1-\lambda )\varphi (x_{i_{0}})\leq \lambda \sum _{i=1,i\neq i_{0}}^{n+1}{\frac {\lambda _{i}}{\lambda }}\varphi (x_{i})+(1-\lambda )\varphi (x_{i_{0}})=\sum _{i=1}^{n+1}\lambda _{i}\varphi \left(x_{i}\right)}.

Důsledkem tedy je:
{\displaystyle \varphi \left(\sum _{i=1}^{n+1}\lambda _{i}x_{i}\right)\leq \sum _{i=1}^{n+1}\lambda _{i}\varphi \left(x_{i}\right)}, což je dokazovaná nerovnost.